# Kadłubek (województwo wielkopolskie)
Kadłubek – osada w Polsce położona w województwie wielkopolskim, w powiecie czarnkowsko-trzcianeckim, w gminie Trzcianka. Miejscowość wchodzi w skład sołectwa Biała.
W latach 1975–1998 miejscowość należała administracyjnie do województwa pilskiego.